# تات-بیکشیک
تات-بیکشیک (انگلیسی: Tat-Bikshik) یک شهرک در شهرستان کالتاسینسکی استان باشقیرستان کشور روسیه است.